# Karisma Penn
Karisma Penn, née le 31 mai 1991 à Columbus (Ohio) est une joueuse américaine de basket-ball.

## Biographie
Elle est classée septième meilleure contreuse des annales de la Big Ten. Avec Notre Dame, elle réussit 42 double-double et inscrit 1 965 points. Après avoir signé en mai au club italien Liomatic Umbertide, elle rejoint Nice en LFB en novembre 2013 comme pigiste médical de la sénégalaise Jeanne Senghor-Sy mais quitte le club dès janvier 2014.